# Another Music in a Different Kitchen
Az 1978-as Another Music in a Different Kitchen a Buzzcocks debütáló nagylemeze. A lemezen szerepel az együttes nagy slágere, az I Don't Mind, mely 55. lett a brit kislemezlistán. Az album szerepel az 1001 lemez, amit hallanod kell, mielőtt meghalsz című könyvben.

## Az album dalai
|     | Cím                            | Szerző(k)                                 | Hossz |
| --- | ------------------------------ | ----------------------------------------- | ----- |
| 1.  | Fast Cars                      | Howard Devoto, Steve Diggle, Pete Shelley | 2:26  |
| 2.  | No Reply                       | Shelley                                   | 2:16  |
| 3.  | You Tear Me Up                 | Devoto, Shelley                           | 2:27  |
| 4.  | Get on Our Own                 | Shelley                                   | 2:26  |
| 5.  | Love Battery                   | Devoto, Shelley                           | 2:09  |
| 6.  | Sixteen                        | Shelley                                   | 3:38  |
| 7.  | I Don't Mind                   | Shelley                                   | 2:18  |
| 8.  | Fiction Romance                | Shelley                                   | 4:27  |
| 9.  | Autonomy                       | Diggle                                    | 3:43  |
| 10. | I Need                         | Diggle, Shelley                           | 2:43  |
| 11. | Moving Away from the Pulsebeat | Shelley                                   | 7:06  |

## Közreműködők
- Pete Shelley – ének, gitár
- Steve Diggle – gitár, vokál
- Steve Garvey – basszusgitár
- John Maher – dob, vokál